# Штерянов, Владимир
Штерянов Владимир (болг. Владимир Щерянов; род. 11 апреля 1965, София, Болгария) — болгарский кинорежиссёр.

## Образование
1989 г. — ВИТИЗ «Кр. Сарафов», София, специальность актёрское мастерство, мастерская профессора Энчо Халачева.
1993 г. — Высшие сценарные и режиссёрские курсы в Москве, специальность кинорежиссура, мастерская Владимира Яковлевича Мотыля.

## Специализации
1998 г. — Институт повышения квалификации работников телевидения в Москве, специальность телевизионный менеджмент.

## Профессиональный опыт
- 1993 г. — продюсер, сценарист, режиссёр полнометражного игрового фильма «Стреляющие ангелы». В фильме снимались Руперт Эверетт, Алексей Петренко, Армен Джигарханян, Константин Райкин, Степан Михалков, Федор Бондарчук и другие. Консультант — Кшиштоф Занусси. Фильм участвовал в программах ряда международных кинофестивалей, включая форумы категории А: в конкурсной программе в Каире и в сопутствующей программе в Москве.
- 1994 г. — снимал рекламные клипы.
- 1995—1998 г. — Болгарский культурно-информационный центр в Москве — замдиректора и директор.
- 1999—2002 г. — директор дирекции «PR и реклама» крупнейшей болгарской газовой компании «Овергаз Холдинг» АД.
- С 2000 г. по 2005 г. — исполнительный директор болгарских фирм «Алтернатива 98» АД, «Ювиги ентерпрайзес» ООД, «Нешанал арт» ООД. Через эти структуры продюсировал шоу-спектакли легендарного тренера по художественной гимнастике Нешки Робевой «Два мира», «Орисия», «Готовы ли вы?», которые были показаны во многих странах мира, включительно и на Бродвее. Спектакль «Орисия» получил Гран-при на Первом Международном театральном фестивале «Золотой витязь» в Москве. Продюсировал документальные фильмы «Чего ты хочеш?» — сц. и реж. Елена Йончева; «Якорудский День св. Георгия» (награда Московского Патриархата на VI телевизионном фестивале «Православие на телевидение») — сц. и реж. Владимир Штерянов, «Судьба» (награда на Международном телевизионном фестивале «Золотой бубен» в Ханты-Мансийске) — сц. и реж. Владимир Штерянов.
- С 2003 г. по 2008 г. — режиссёр программы «Служу Отчизне!» (Первый канал, по воскресеньям). За время работы на этой программе сделал десятки сюжетов и репортажей с самых разных точек мира — Вьетнам, Босния и Герцеговина, Армения, Болгария, таджико-афганская граница, Чечня, Южная Осетия, Байконур, остров Даманский, Камчатка, ядерный центр в Сарове, Алтай, Японское море, озеро Хасан, Марокко, Турция, Китай, Сербия, Штаб-квартира НАТО в Брюсселе и т. д.
- 2006 г. — документальный фильм «Риски космического значения» (сценарист и режиссёр).
- 2007 г. — документальный фильм «Александровцы» (сценарист и режиссёр)[1].
- 2008 г. — документальный фильм «Скобелев. Белый генерал» (сценарист, режиссёр, продюсер). Первая награда на Международном Пасхальном фестивале «Возрождение» в Екатеринбурге, награда на Международном телевизионном фестивале «Золотой бубен» в Ханты-Мансийске[2].
- 2007—2008 гг. — режиссёр сериала «Огонь любви» (Первый канал).
- 2009 г. — телевизионный художественный фильм «Робинзонка» — режиссёр.
- 2009—2010 гг. — телевизионная программа «Галилео» (канал СТС) — режиссёр.
- 2010 г. — документальный фильм «Шоу продолжается» — сценарист, режиссёр, продюсер. Фильм участвовал в конкурсной программе Всемирного фестиваля спортивного кино в Милане в 2011 году.
- 2010—2011 гг. — режиссёр сериала «Супруги», «Супруги 2» (НТВ).
- 2011—2013 гг. — режиссёр полнометражного художественного фильма «Скобелев» (не закончен)[3].
- 2012—2013 гг. — режиссёр сериала «Лорд. Пес полицейский» (телеканал Россия 1).
- 2013—2014 гг. — режиссёр сериала «Тихая охота» (НТВ).
- 2015 г. — документальный фильм «Страна героев. Болгария» — сценарист, режиссёр.
- 2015 г. — режиссёр, сценарист, продюсер полнометражного игрового фильма «Лабиринты любви» (Болгария — Россия). Специальный приз на кинофестивале «Окно в Евролу» в Выборге.
- 2016 г. — режиссёр, сценарист, продюсер документального фильма «Легенда». Награда за лучший документальный фильм на Международном кинофестивале «От всей души» в Ульяновске.
- 2018 г. - докудрама "Найдены. Живы" - режиссер.
- 2020 г. – документальный фильм “Белые орлы” – режиссер, соавтор сценария. Производство “Доли медия студио” (Болгария). Специальный приз на Фестивале болгарского неигрового кино “Золотой ритон”.
- 2021 г. – документальный фильм “Шоу будет продолжаться” – режиссер, сценарист, продюсер. Производство “Доли медия студио” (Болгария), “Бета лента” (Болгария). Фильм селектирован в конкурсную программу Всемирного фестиваля спортивного кино в Милане (World FICTS Challenge 2021).
- 2023 г. – документальный фильм «Спаситель» - режиссер. Производство “Доли медия студио” (Болгария).